# Whitejets
Whitejets Transportes Aéreos fue una aerolínea brasileña autorizada a efectuar vuelos chárter internacionales desde Brasil. Su base de operaciones principal está en el Aeropuerto Internacional de Campinas. 

## Historia
Whitejets es una aerolínea chárter que operará vuelos internacionales por contrato para los touroperadores, en especial para Club Vip, propiedad de José Manuel Antunes, también propietario de Whitejets y Omni Aviation de Portugal, dueña de la aerolínea chárter portuguesa White Airways.
Whitejets recibió la autorización para operar vuelos el 5 de marzo de 2013.

## Destinos
Whitejets operará vuelos chárter internacionales de pasajeros para Club Vip. Durante 2010, planea concentrar la mayoría de sus vuelos a destinos caribeños. En junio de 2010, los destinos previstos son:
- Cancún - Aeropuerto Internacional de Cancún
- Punta Cana - Aeropuerto Internacional de Punta Cana
- Varadero - Aeropuerto Juan Gualberto Gómez

## Flota
La flota de Whitejets incluye las siguientes aeronaves (en diciembre de 2010):